# Finally (musikalbum)
Finally är ett musikalbum från 2006 av den svenska sångerskan Velvet. Det var hennes debutalbum. Det innehåller 10 låtar och en remix.

## Låtlista
1. City of Angels (3.27)
2. Rock Down To (Electric Avenue) (3.34)
3. Mi Amore (2.42)
4. Doin' It (3.40)
5. Strangers (4.01)
6. Hey (3.40)
7. The Snake (feat. Rigo) (3.18)
8. DJ Take Me (3.30)
9. In and Out of Love (3.13)
10. Don't Stop Movin' (Radio Version) (3.15)
11. Don't Stop Movin' (Stonebridge Remix) (8.08)